# Émile Joseph François Carlier
Pour les articles homonymes, voir Carlier.
Émile Joseph François Carlier est un sculpteur français né à Paris le 3 janvier 1827, où il est mort le 28 janvier 1880.

## Biographie
Émile Joseph François Carlier est né à Paris, dans l'ancien Xe arrondissement, le 3 janvier 1827. Il est le fils de Pierre-Ambroise Carlier et de Marguerite Brossier, sa femme. Il étudia avec Jean-Jacques Feuchère et débuta au Salon en 1859. Il a exposé pour la dernière fois en 1879 et est mort à Paris au début de l'année suivante ; il habitait alors, 22, quai Jemmapes.

## Œuvres
- Le chasseur de loups. Statue en plâtre. Salon de 1859 (n° 3117).
- L'Ivresse. Statuette en bronze. Salon de 1859 (n° 3118).
- La Tempérance. Statuette en bronze. Salon de 1861 (n°3211).
- Une paresseuse. Statuette en plâtre. Salon de 1863 (n° 2271). Cette statuette a reparu en bronze au Salon de 1865(n° 2895) et en marbre au Salon de 1869 (n° 3282).
- « Tant va la cruche à l'eau ». Statue en plâtre. Salon de 1864 (n° 2533).
- La cruche cassée. Statuette en bronze. Salon de 1865 (n° 2896). Cette statuette reparut en marbre au Salon de 1868 (n° 3462); elle appartenait alors à M. Nagelmackers. Cette dernière, ou une réplique, également en marbre, a passé en vente à l'hôtel Drouot en 1887.
- Un élégant d'Athènes. Statue en plâtre. Salon de 1866 (n° 2666).
- L'Hiver. Statue en plâtre. Salon de 1869 (n° 3281).
- L'Industrie française, sous la figure d'une femme debout tenant et offrant de ses deux mains une couronne d'or. Statuette en argent offerte à Pouyer-Quartier par un groupe de membres protectionnistes de l'Industrie française. Cette statuette, après avoir été exposée dans les magasins de Froment-Meurice en février 1870, a figuré la même année au Salon (n°4327).
- Frileuse. Statuette en marbre. Salon de 1872 (n° 1584). Appartenait alors à M. de Marnyhac.
- Portrait du docteur Pasquier. Statuette en plâtre. Salon de 1872 (n° 1585).
- « Sous le manteau de la fable ». Statue en plâtre. Salon de 1873 (n° 1555).
- La Rosée. Statue en plâtre. Salon de 1876 (n°3126).
- Pierrot. Statuette en marbre. Salon de 1876 (n° 3127). Le modèle en plâtre a figuré au Salon de 1875 (n° 2924).
- Michel Alcan. Buste en plâtre. Salon de 1877 (n° 3632).
- Frileuse. Statue en bronze. Salon de 1879 (n° 4850).
- Torchère. Statue en bronze. Salon de 1879 (n° 4851.).